# ハンガリー国鉄V43型電気機関車
ハンガリー国鉄V43型電気機関車（ハンガリーこくてつV43がたでんききかんしゃ）は、ハンガリー国鉄とジェール・ショプロン・エーベンフルト鉄道が運用中の電気機関車である。

## 概要
1960年代初頭に50 C/s Groupにより設計、試作された。その後、ガンツは改良を行い、量産された。1963年から1982年にかけて計379両が製造され、V40型、V60型、424形を置き換えた。
愛称は各番台でそれぞれ異なっており、1000番台は「Szili」（シリコン）、2000番台は「Papagáj」（インコ）、3000番台は「Cirmos」（縞模様）である。
試作車は、交流16kV電化の区間でも走行可能である。また、量産車は車体構造の違いにより試作車と比較して2トン重くなっている。

## ジェール・ショプロン・エーベンフルト鉄道での運用
ジェール・ショプロン・エーベンフルト鉄道は14両のV43型を所有している。一部車両は、同社のオーストリア路線で運用するため、PZB I60Rの保安装置に対応している。

## 更新
1999年以降、前半と後半に分けて車両の更新が行われた。
前半は、2000番台の更新を行い、BDt400形（制御客車）の連結運用に対応するためのデジタル制御システムが装備された。また、バネも新品に交換された。
後半は、2007年から2008年にかけて3000番台の更新を行い、ドイツ鉄道から購入した制御客車の連結運用に対応するためのZWS制御システムが装備された。

## 近年
ハンガリー国鉄では、ボンバルディア・トランスポーテーションからTRAXXを導入し、V43型を順次置き換えている。その間、一部車両はEUROFIMAの要求に従うために最小限の更新が行われており、V43型の約半分はパンタグラフが交換された。
2011年半ば以降、ハンガリー国鉄は新たなUIC規格に合わせて形式名が変更され、1000番台は431形、2000番台は432形、3000番台は433形となった。
http://www.railfaneurope.net/list/hungary/hungary_mav_loc.html